# Adventure Express
Adventure Express est un train de la mine du parc Kings Island, situé à Mason, en Ohio, aux États-Unis. Ce sont des montagnes russes hybrides. Elles ont une structure en bois et des rails en métal.

## Parcours
Le parcours a une hauteur maximale de 19,2 mètres et une longueur de 903,1 mètres. Les passagers atteignent une vitesse maximale de 56,3 km/h et le parcours dure 2 minutes et 20 secondes. Il est composé de quatre tunnels décorés et de deux lift hills à chaîne.

## Trains
Adventure Express a trois trains de cinq wagons. Les passagers sont placés à deux sur trois rangs pour un total de trente passagers par train.